# Discographie de Taemin
La discographie du chanteur sud-coréen Taemin se constitue de cinq album studio, de sept extended play, de quatorze singles - treize en tant qu'artiste principal et un en tant qu'artiste invité - et six bandes-son. 
Taemin a sorti son premier extended play, intitulé Ace, le 18 août 2014, avec sa chanson-titre "Danger". Le 23 février 2016, il sort son premier album studio nommé Press It, où figure la chanson-titre "Press Your Number". L'album s'est classé à la 1re place de l'iTunes Chart au Japon, au Vietnam, à Taïwan, à Singapour, en Thaïlande, en Finlande et à Hong Kong. Il a également été à la 1re place de l'album le plus vendu dès sa première semaine sur Hanteo et Synnara, en plus de vendre plus de 76 000 copies dès son premier mois en Corée du Sud. "Press Your Number" a débuté à la 79e place du Japan Hot 100, et a été la première chanson de Taemin à apparaître dans ce classement. Le 27 juillet 2016, il sort son premier mini-album japonais, nommé Solitary Goodbye, qui compte 4 nouvelles chansons ainsi que la version japonaise de "Press Your Number". L'album a vendu plus de 38 000 copies dès sa sortie et a atteint la 3e place des classements quotidiens d'albums au Japon.

## Albums

### Albums studio
| Année                                                    | Titre                           | Détails                                                                          | Classements | Classements | Classements | Ventes                |
| Année                                                    | Titre                           | Détails                                                                          | COR         | JAP         | USA World   | Ventes                |
| Coréens                                                  | Coréens                         | Coréens                                                                          | Coréens     | Coréens     | Coréens     | Coréens               |
| -------------------------------------------------------- | ------------------------------- | -------------------------------------------------------------------------------- | ----------- | ----------- | ----------- | --------------------- |
| 2016                                                     | Press It                        | - Date de sortie : 23 février 2016 - Label : SM Entertainment                    | 1           | 15          | 2           | COR : plus de 115 000 |
| 2017                                                     | Move                            | - Date de sortie : 16 octobre 2017 - Label : SM Entertainment                    | 2           | 11          | 3           | COR : plus de 115 000 |
| 2020                                                     | Never Gonna Dance Again : Act 1 | - Date de sortie : 7 septembre 2020 - Label : SM Entertainment                   | 1           | 11          | 11          | COR : plus de 153 000 |
| 2020                                                     | Never Gonna Dance Again : Act 2 | - Date de sortie : 9 novembre 2020 - Label : SM Entertainment                    | 2           | 29          | —           | COR : plus de 123 000 |
| Japonais                                                 |                                 |                                                                                  |             |             |             |                       |
| 2018                                                     | Taemin                          | - Date de sortie : 5 novembre 2018 - Label : SM Entertainment, EMI Records Japan | —           | 2           | —           | JAP : plus de 63 800  |
| "—" indique que l'album ne s'est pas classé dans ce pays |                                 |                                                                                  |             |             |             |                       |

#### Rééditions
| Année | Titre    | Détails                                                 | Classement | Ventes               |
| Année | Titre    | Détails                                                 | COR        | Ventes               |
| ----- | -------- | ------------------------------------------------------- | ---------- | -------------------- |
| 2017  | Move-ing | - Date de sortie : 10 décembre 2017 - Réédition de Move | 3          | COR : plus de 48 300 |

### Mini-albums (EP)
| Année                                                    | Titre           | Détails                                                                          | Classements | Classements | Classements | Ventes                |
| Année                                                    | Titre           | Détails                                                                          | COR         | JAP         | USA World   | Ventes                |
| Coréens                                                  | Coréens         | Coréens                                                                          | Coréens     | Coréens     | Coréens     | Coréens               |
| -------------------------------------------------------- | --------------- | -------------------------------------------------------------------------------- | ----------- | ----------- | ----------- | --------------------- |
| 2014                                                     | Ace             | - Date de sortie : 19 août 2014 - Label : SM Entertainment                       | 1           | 13          | 2           | COR : plus de 82 800  |
| 2019                                                     | Want            | - Date de sortie : 11 février 2019 - Label : SM Entertainment                    | 1           | 15          | 4           | COR : plus de 107 000 |
| 2021                                                     | Advice          | - Date de sortie : 18 mai 2021 - Label : SM Entertainment                        | 2           | 12          | 14          | COR : plus de 136 000 |
| 2023                                                     | Guilty          | - Date de sortie : 30 octobre 2023 - Label : SM Entertainment                    | 4           | 17          | —           | COR : plus de 273 000 |
| 2024                                                     | Eternal         | - Date de sortie : 19 août 2024 - Label : BPM Entertainment                      | 2           | 28          | —           | COR : plus de 173 000 |
| Japonais                                                 |                 |                                                                                  |             |             |             |                       |
| 2016                                                     | Sayonara Hitori | - Date de sortie : 27 juillet 2016 - Label : SM Entertainment, EMI Records Japan | —           | 3           | —           | JAP : plus de 45 500  |
| 2017                                                     | Flame of Love   | - Date de sortie : 3 juillet 2017 - Label : SM Entertainment, EMI Records Japan  | —           | 2           | —           | JAP : plus de 51 700  |
| 2019                                                     | Famous          | - Date de sortie : 4 août 2019 - Label : SM Entertainment, EMI Records Japan     | —           | 1           | —           | JAP : plus de 50 500  |
| "—" indique que l'album ne s'est pas classé dans ce pays |                 |                                                                                  |             |             |             |                       |

## Singles

### En tant qu'artiste principal
| Année                                                      | Titre                             | Meilleures positions | Meilleures positions | Meilleures positions | Album                           |
| Année                                                      | Titre                             | COR                  | JAP                  | USA World            | Album                           |
| Coréens                                                    | Coréens                           | Coréens              | Coréens              | Coréens              | Coréens                         |
| ---------------------------------------------------------- | --------------------------------- | -------------------- | -------------------- | -------------------- | ------------------------------- |
| 2014                                                       | Danger (괴도)                     | 5                    | —                    | 4                    | Ace                             |
| 2016                                                       | Press Your Number                 | 15                   | 79                   | 3                    | Press It                        |
| 2017                                                       | Move                              | 12                   | —                    | 4                    | Move                            |
| 2017                                                       | Day and Night (낮과 밤)           | 11                   | —                    | —                    | Move-ing                        |
| 2019                                                       | Want                              | 31                   | 79                   | 5                    | Want                            |
| 2020                                                       | Criminal                          | 25                   | —                    | 10                   | Never Gonna Dance Again : Act 1 |
| 2020                                                       | Idea:理想 (이데아)                | 23                   | 71                   | 20                   | Never Gonna Dance Again : Act 2 |
| 2021                                                       | Advice                            | 21                   | —                    | 4                    | Advice                          |
| 2023                                                       | Guilty                            | 13                   | —                    | 8                    | Guilty                          |
| 2024                                                       | Sexy In The Air                   | 9                    | —                    | —                    | Eternal                         |
| Japonais                                                   |                                   |                      |                      |                      |                                 |
| 2016                                                       | Press Your Number (Japanese Ver.) | —                    | —                    | —                    | Sayonara Hitori                 |
| 2016                                                       | Goodbye (さよならひとり)          | —                    | 39                   | 14                   | Sayonara Hitori                 |
| 2017                                                       | Flame of Love                     | —                    | 60                   | —                    | Flame of Love                   |
| 2018                                                       | Under My Skin                     | —                    | —                    | —                    | Taemin                          |
| 2019                                                       | Famous                            | —                    | 35                   | —                    | Famous                          |
| "—" indique que le single ne s'est pas classé dans ce pays |                                   |                      |                      |                      |                                 |

### En tant qu'artiste invité
| Année | Titre                              | Meilleures positions | Album |
| Année | Titre                              | COR                  | Album |
| ----- | ---------------------------------- | -------------------- | ----- |
| 2013  | Trap (Henry avec Kyuhyun & Taemin) | 28                   | Trap  |

## Bandes-son
| Année                                                      | Titre                 | Meilleures positions | Album                        |
| Année                                                      | Titre                 | COR                  | Album                        |
| ---------------------------------------------------------- | --------------------- | -------------------- | ---------------------------- |
| 2012                                                       | U (너란 말야)         | —                    | To the Beautiful You OST     |
| 2014                                                       | Steps (발걸음)        | 37                   | Prime Minister and I OST     |
| 2015                                                       | Named (avec Jonghyun) | 36                   | Who Are You: School 2015 OST |
| 2017                                                       | What's This Feeling   | —                    | Final Life OST               |
| 2021                                                       | My Day                | —                    | Navillera OST                |
| 2023                                                       | Draw (그림)           | —                    | No Office Romance! OST       |
| "—" indique que le single ne s'est pas classé dans ce pays |                       |                      |                              |

## Crédits musicaux
| Année | Titre                     | Artiste          | Album                           | Note                      |
| ----- | ------------------------- | ---------------- | ------------------------------- | ------------------------- |
| 2016  | Press Your Number         | Taemin           | Press It                        | Co-auteur                 |
| 2016  | Soldier                   | Taemin           | Press It                        | Co-auteur                 |
| 2017  | Day and Night (낮과 밤)   | Taemin           | Move-ing                        | Auteur                    |
| 2018  | Pinocchio (피노키오)      | Taemin ft. BeWhy | Hors album                      | Co-auteur                 |
| 2018  | Our Page (네가 남겨둔 말) | SHINee           | The Story of Light: Epilogue    | Co-auteur                 |
| 2020  | 2Kids                     | Taemin           | Never Gonna Dance Again : Act 1 | Co-auteur                 |
| 2020  | Heaven                    | Taemin           | Never Gonna Dance Again : Act 2 | Co-auteur                 |
| 2020  | Think of You (안아줄래)   | Taemin           | Never Gonna Dance Again : Act 2 | Co-auteur                 |
| 2020  | Pansy                     | Taemin           | Never Gonna Dance Again : Act 2 | Co-auteur                 |
| 2024  | Sexy In The Air           | Taemin           | Eternal                         | Co-compositeur            |
| 2024  | The Unknown Sea           | Taemin           | Eternal                         | Co-compositeur            |
| 2024  | Crush                     | Taemin           | Eternal                         | Co-compositeur            |
| 2024  | Deja Vu                   | Taemin           | Eternal                         | Co-auteur, co-compositeur |
| 2024  | Say Less                  | Taemin           | Eternal                         | Co-auteur, co-compositeur |